# Црно злато
Црно злато је други студијски албум српске поп певачице Маје Беровић. Објављен је децембра 2008. године за издавачку кућу IN Music.

## Позадина
Године 2008. удружила се са текстописцем Браниславом Самарџићем и композитором Драганом Ковачевићем Д.К. Струјом. Резултат је био њен други студијски албум Црно злато.

## Синглови
„Седатив” је први сингл објављен 5. маја 2008. године.
„Црно злато” је други сингл објављен 15. октобра 2008. године.

## Информације о албуму
Музика на песмама:
- Бранислав Самарџић (све песме)

Текстови на песмама:
- Бранислав Самарџић (све песме)

Аранжмани на песмама:
- Драган Ковачевић Струја (све песме)

Пратећи вокали на песмама:
- Ивана Селаков (све песме)

## Песме
| Бр. | Назив песме               | Трајање |
| --- | ------------------------- | ------- |
| 1.  | Успомене                  | 03:44   |
| 2.  | Црно злато                | 03:11   |
| 3.  | Дјевојачки сан            | 03:05   |
| 4.  | Ни за година сто          | 03:31   |
| 5.  | Мирис преваре             | 03:37   |
| 6.  | Ја волим за обоје         | 03:11   |
| 7.  | Не вјерујем твојим уснама | 03:10   |
| 8.  | Упознај ме са њом         | 03:58   |
| 9.  | Лоше вријеме              | 03:23   |
| 10. | Седатив                   | 03:55   |

## Видео спотови
Маја је објавила спотове за песме „Седатив”, „Црно злато” и „Успомене”.